# ГЛОНАСС
ГЛОНАСС (на руски: ГЛОНАСС: ГЛОбальная НАвигационная Спутниковая Система, международно име GLONASS) е руска спътникова радионавигационна система, подобна на щатската GPS и европейската Галилео. Тя е проектирана и контролирана от руското правителство и руските ВВС. Принципът за определяне на положението, скоростта и времето на потребителя във всяка точка на земното кълбо е същият както и при GPS. В началото хоризонталната ѝ точност е 5 – 10 m, а вертикалната – 15 m. След ред модернизации точността е повишена значително. Допълнително системата транслира граждански сигнали, достъпни във всяка точка на земното кълбо, предоставяйки навигационни услуги на руски и чужди потребители на безвъзмездна основа и без ограничения.

## Описание на спътниковата система
По план в завършен вид ГЛОНАСС се състои от минимум 24 спътника, разположени в 3 орбити на височина от 19 100 километра. Всяка орбита има наклон спрямо екватора под ъгъл 64,8° и съдържа по 8 спътника. Всеки спътник извършва една пълна обиколка за 11 часа и 15 минути, като във всеки момент и във всяка точка на Земята се виждат най-малко 5 от тях.
Първият спътник на ГЛОНАСС е изведен в орбита през октомври 1982 г., а системата е била функционална през септември 1993 г. Максималният брой спътници е бил 26, достигнат през 1995 г. След 1995 г. поради финансови проблеми руското правителство не е способно да заменя остарелите спътници и техният брой постепенно намалява, като през 2001 г. остават едва 7. След подписване на споразумение с индийското правителство е решено системата да бъде отново функционална през 2008 г. с 18 спътника, а през 2010 г. техният брой да достигне 24. След извеждането на спътник на 03.10.2011 г. системата е напълно комплектована отново.
Понастоящем системата се състои от 30 спътника, като в редовна експлоатация са 24 от тях.
В началото ГЛОНАСС няма голямо цивилно приложение поради ниското разпространение на гражданска навигационна апаратура. ГЛОНАСС може да се използва и в районите с географска ширина по-голяма от 75°, където има по-добро покритие от GPS.
На 2 юли 2013 г. ракета с 3 спътника, неуспешно изстреляна от Казахстан, се разбива в казахстанските полета. Стойността на трите спътника възлиза на 200 млн. щатски долара. Целта им е била да допълнят ГЛОНАСС.
През периода 2014 – 2017 г. успешно са изведени на орбита още 6 спътника.

## Приложение на ГЛОНАСС
В миналото системата е използвана главно за военни и правителствени цели, но днес ГЛОНАСС намира широко комерсиално приложение в навигационните системи и смартфоните. Днес модели с едновременна поддръжка на ГЛОНАСС и GPS има в продуктовите линии на много производители. Частта на такива устройства (с двоен навигатор) в общия годишен обем на продажбите на навигатори достига 6,6%.

## Точност
Сама по-себе си с хоризонтална точност на позициониране до 5 m системата не е била най-прецизният инструмент за определяне на местоположението, но комбинирана с GPS (хоризонтална точност до 3,5 m), точността достига до 2 m.
Към септември 2012 г. грешките при навигационното позициониране на ГЛОНАСС възлизат на 3 – 6 m при използване средно на 7 – 8 спътника (в зависимост от точката на приемане). В същото време грешките на GPS възлизат на 2 – 4 m при използване средно на 6 – 11 спътника (в зависимост от точката на приемане). Към 2015 г. точността на позициониране е доведена до 1,4 m, към 2020 г. се планира тя да стане до 0,6 m, с по-нататъшно усъвършенстване до 10 cm.